# Antiphonarium Benchorense

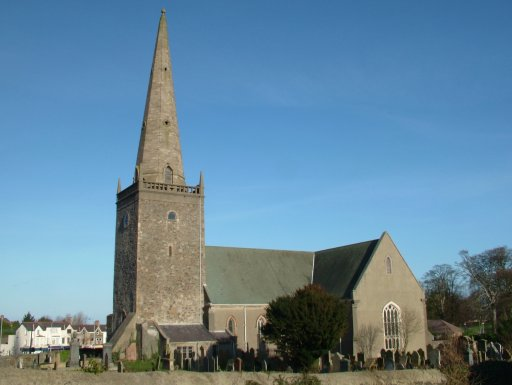
Bangor kloster på Irland

Antiphonarium Benchorense (engelska: Antiphonary of Bangor, Den Bangoriska Antifonalen) är en historisk liturgisk sångbok (Antifonale) från 500-talet skriven på Irland . Boken tillhör de äldsta bevarade psalmsamlingarna och förvaras på Ambrosianska biblioteket i Milano.

## Boken
Antiphonarium Benchorense är skriven på latin och skriften omfattar sju delar  , där:
- Del 1 innehåller 6 cantikler

- Del 2 innehåller 12 hymner

- Del 3 innehåller 69 böner till tidegärden

- Del 4 innehåller 17 särskilda böner

- Del 5 innehåller 70 lovsånger (versikler)

- Del 6 innehåller Credon

- Del 7 innehåller Pater noster

## Historia
Antiphonarium Benchorense skrevs troligen mellan åren 680 till 691 vid Bangor kloster i Bangor i nuvarande Nordirland   . En lista på klostrets abbotar i boken slutar med munken Cronanus som dog år 691 vilket säkerställer åtminstone slutdatumet. Boken kan dock redan ha påbörjats så tidigt som i slutet på 500-talet då klostret grundades.
Under 700-talet flyttades troligen boken av munken Columbanus  till Bobbio kloster i Piacenzaprovinsen i norra Italien. Syftet kan ha varit att skydda skriften från danska vikingars härjningar.
1606 flyttades boken sedan till Ambrosianska biblioteket av kardinal Federico Borromeo där den senare återupptäcktes av historikern Ludovico Antonio Muratori  . Möjligen kan det bevarade exemplaret också vara en ny kopia som gjordes på Bobbioklostret efter flytten  vilket skriftstilen kan antyda och vilket även Muratori skriver i sitt förord till manuskriptet.